# Huis clos (film, 1962)
Pour plus de détails, voir Fiche technique et Distribution.
Huis clos (No Exit) est un film dramatique américano-argentin réalisé par Tad Danielewski, sorti en 1962.

## Fiche technique
- Titre original : No Exit
- Réalisation : Tad Danielewski et non crédité Orson Welles
- Scénario : George Tabori, d'après la pièce Huis clos de Jean-Paul Sartre
- Photographie : Ricardo Younis
- Musique : Vladimir Ussachevsky
- Montage : Jacques Bart, Carl Lerner et Atilio Rinaldi
- Décors : Mario Vanarelli
- Costumes : Horace Lannes
- Production : Fernando Ayala et Héctor Olivera
- Pays d'origine :  États-Unis,  Argentine
- Format : Noir et blanc
- Durée : 85 minutes
- Genre : Film dramatique et fantastique

## Distribution
- Viveca Lindfors : Inez
- Rita Gam : Estelle
- Morgan Sterne : Garcin
- Ben Piazza : Camarero
- Susana Mayo : Florence
- Orlando Sacha : Gomez
- Manuel Rosón : le capitaine
- Mirta Miller : Carmencita
- Miguel A. Irarte : Robert Miguel
- Elsa Dorian : Shirley
- Mario Horna : Albert
- Carlos Brown : Roger Delaney III